# Jinshanling

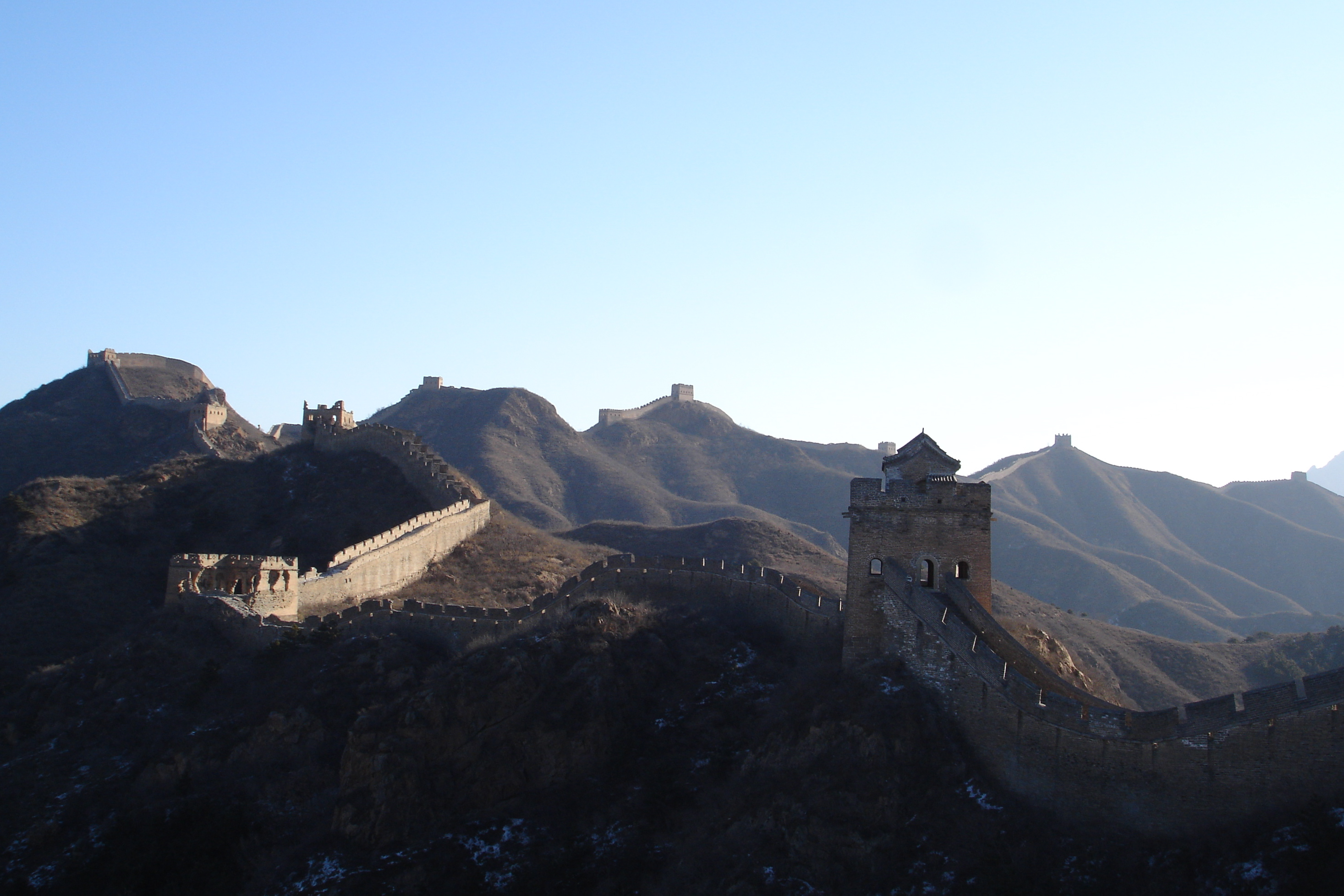
La Muraglia a Jinshanling, prima mattina.

Jinshanling (cinese semplificato 金山岭; cinese tradizionale 金山嶺; pinyin Jīnshānlǐng), è una sezione della Grande muraglia cinese nell'area montuosa della contea di Luanping, 120 km a nord-est di Pechino. Questa sezione è collegata a quella di Simatai. Fu costruita a partire dal 1570 sotto la dinastia Ming.
La sezione Jinshanling è lunga 10,5 km con 5 attraversamenti, 67 torri e 2 torri d'avvistamento. La sezione iniziale è stata restaurata per riportarla alle condizioni originarie, ma lo stato di conservazione peggiora muovendosi verso Simatai. L'ingresso costa 40 remimbi. Una funivia è stata costruita per portare i turisti al punto più alto della Muraglia.